# Theodor Brylla
Theodor Brylla (geboren am 6. Januar 1882 in Proskau, Kreis Oppeln; gestorben am 17. August 1962) war ein deutscher Gewerkschafter.

## Leben
Theodor Brylla wurde in Proskau, einer kleinen Stadt in Oberschlesien, geboren. Er besuchte die Volksschule und erlernte danach den Beruf eines Schlossers. Von 1902 bis 1921 war er als Bergarbeiter tätig. Von 1909 bis 1921 war er in Funktion des Gewerkvereins der Bergarbeiter der Hirsch-Dunckerschen Richtung als 2. Vorsitzender. Er trat der 1918 gegründeten Deutschen Demokratischen Partei (DDP) bei. Theodor Brylla war Redakteur der Zeitschrift Der Bergarbeiter von 1921 bis 1933 und 2. Vorsitzender des Gewerkvereins der deutschen Fabrik- und Handarbeiter. Er wohnte in Potsdam.
Brylla war einer der Teilnehmer der Besprechung des Reichspräsidenten mit Bergarbeitervertretern vom 6. Februar 1931 über Probleme der Knappschaftsversicherung im Rahmen der Notverordnungen. Er nahm an der 15. Internationalen Konferenz der IAO im Mai/Juni 1931 in Genf teil.
1933 mit dem Machtantritt Hitlers wurde er in die Illegalität getrieben und in der Zeit bis 1945 mehrmals verhaftet.
Nach Kriegsende im Mai 1945 beteiligte er sich aktiv an der Gründung einer Einheitsgewerkschaft. Er gehörte dem Vorbereitenden Ausschuss zur Gründung der Gewerkschaften in Berlin an. Von 1946 bis September 1950 war er Mitglied des Bundesvorstandes des Freien Deutschen Gewerkschaftsbundes (FDGB). 1945 trat er der CDU bei. Von 1946 bis 1949 war er 3. Vorsitzender des FDGB-Landesverbandes Brandenburg. Im Bundesvorstand des FDGB wirkte er u. a. als Leiter der Hauptabteilung Feriendienst von 1949 bis 1950. Von 1946 bis 1949 war er Abgeordneter des Landtages Brandenburg (Fraktion CDU). Brylla war im Landesverband Brandenburg des FDGB Leiter der Hauptabteilung Betriebsräte.
Im November 1947 reiste er mit einer FDGB-Delegation auf Einladung des Weltgewerkschaftsbundes nach Moskau. Neben Brylla bestand die Gruppe aus Roman Chwalek, Hermann Schlimme, Hans Jendretzky, Bernhard Göring, Paul Träde, Kurt Ranke und Nikolaus Bernhard. Im Neuen Deutschland gab Theodor Brylla seine Reiseeindrücke wieder. Er hatte einen Sohn Alfons Brylla, der in sowjetischer Kriegsgefangenschaft war und den er in Moskau wieder sah.
Er war von 1948 bis 1949 Abgeordneter des 1. und 2. Deutschen Volksrates und Mitglied des Präsidiums des Volksrates und von 1949 bis 1950 Mitglied der Provisorischen Volkskammer (Fraktion des FDGB). Von 1959 bis 1962 war er Mitherausgeber und Mitarbeiter der Zeitschrift Gewerkschaftseinheit. Er gehörte dem Präsidium des Bundesvorstandes des FDGB an. Theodor Brylla verstarb am 17. August 1962.

## Veröffentlichungen
- Der Bergarbeiter. Fachorgan der Bergarbeiter-Abteilung des Gewerkvereins der Deutschen Fabrik- und Handarbeiter (H.-D.). Redaktion Th. Brylla u. a. Gräf, Berlin 1905–1933.[14]
- Der Fabrik- und Handarbeiter. Organ der Gewerkvereins der Deutschen Fabrik- und Handarbeiter (H.-D.). Redaktion Th. Brylla u. a. Gräf, Berlin 1905–1933.[15]
- Gewerkverein der Deutschen Fabrik- und Handarbeiter (H.-D.). In: Internationales Handwörterbuch des Gewerkschaftswesens. Hrsg. von Ludwig Heyde. Band 1. Verlag Werk und Wirtschaft, Berlin 1931, S. 708–710. Digitalisat
- Deutsche Gewerkschaftseinheit. Hrsg. von August Reitz, Franz Scheffel. Mitbegründet von Josef Orlopp und Theodor Brylla. Verlag Tribüne, Berlin 1. Mai 1959–1962.

## Archivalien
- Theodor Brylla in den Akten der Reichskanzlei
- Nachlass Theodor Brylla. Bundesarchiv Signatur NY 4480[16]